# Évolution du Collège cardinalice sous le pontificat de Pie VIII
Cet article présente les évolutions au sein du Sacré Collège ou collège des cardinaux au cours du bref pontificat du pape Pie VIII, du 24 février 1829, date de l'ouverture du conclave qui l'a élu, jusqu'au 13 décembre 1830, veille de l'ouverture du conclave qui devait élire son successeur.

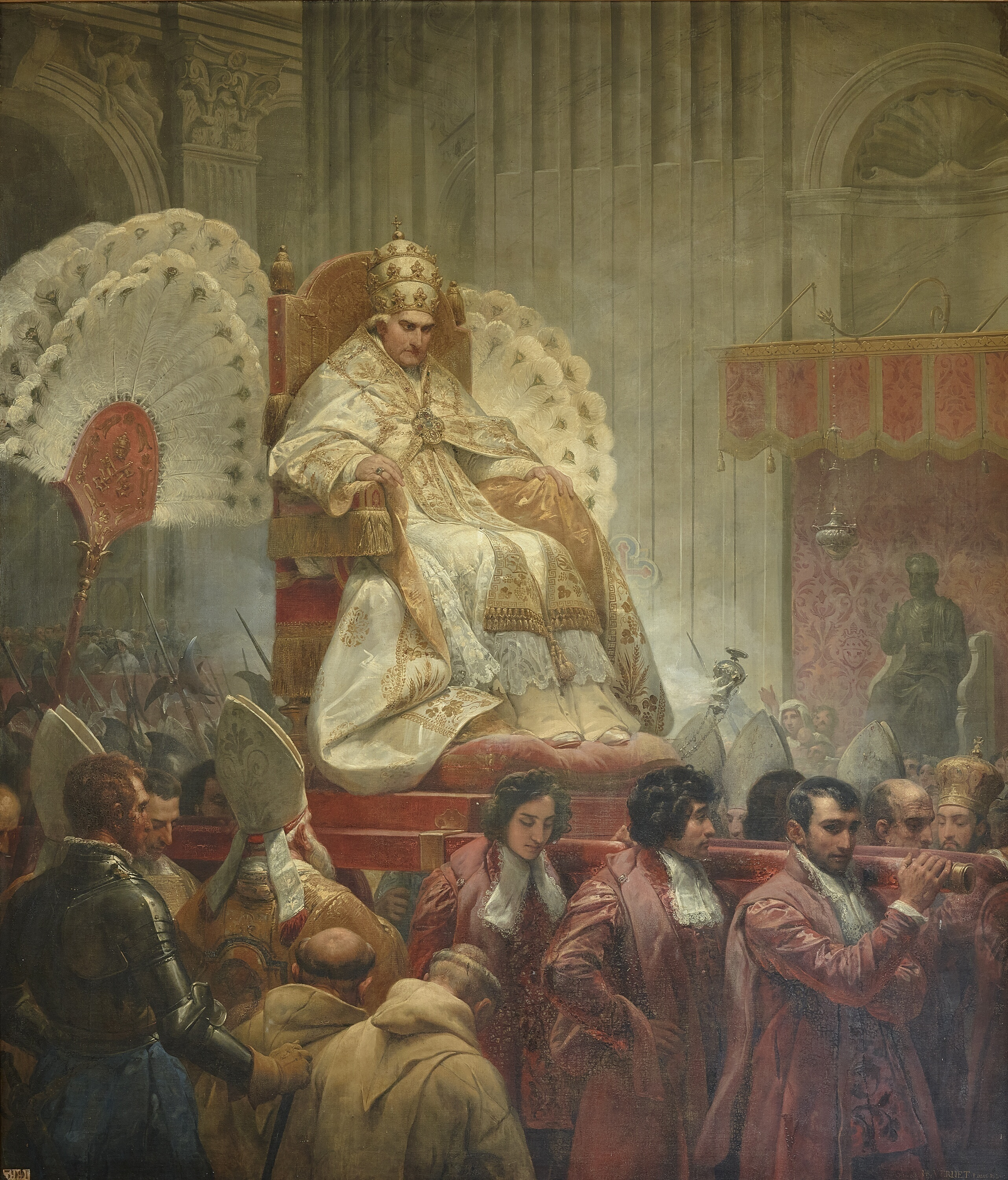
Pie VIII porté sur la Sedia à Saint-Pierre de Rome.

## Évolution numérique au cours du pontificat
| Date       | Évènement                                                                         | Pays | Total |
| ---------- | --------------------------------------------------------------------------------- | ---- | ----- |
| 24/02/1829 | Cardinaux au moment du Conclave de 1829                                           |      | 58    |
| 31/03/1829 | Élection papale du cardinal Francesco Saverio Castiglioni sous le nom de Pie VIII |      | 57    |
| 27/07/1829 | Consistoire : création de 2 cardinaux                                             |      | 59    |
| 11/12/1829 | Décès du cardinal Anne-Louis-Henri de La Fare                                     |      | 58    |
| 24/01/1830 | Décès du cardinal Giuseppe Firrao                                                 |      | 57    |
| 21/02/1830 | Décès du cardinal Anne-Antoine-Jules de Clermont-Tonnerre                         |      | 56    |
| 15/03/1830 | Consistoire : création de 3 cardinaux                                             |      | 59    |
| 02/04/1830 | Décès du cardinal Giulio Maria della Somaglia                                     |      | 58    |
| 07/04/1830 | Décès du cardinal Francesco Bertazzoli                                            |      | 57    |
| 05/07/1830 | Consistoire : création d'un cardinal                                              |      | 58    |
| 20/07/1830 | Décès du cardinal Remigio Crescini                                                |      | 57    |
| 25/07/1830 | Décès du cardinal Francesco Cesarei Leoni                                         |      | 56    |
| 10/08/1830 | Décès du cardinal Pietro Vidoni                                                   |      | 55    |
| 30/11/1830 | Décès du pape Pie VIII                                                            |      | 55    |
| 06/12/1830 | Décès du cardinal Pietro Gravina                                                  |      | 54    |